# Voitsberg
Voitsberg é uma cidade da Áustria, situada no distrito de Voitsberg, no estado da Estíria. Tem 28,62 km² de área e sua população em 2019 foi estimada em 9.400 habitantes.